# Piako (fleuve)
Le fleuve Piako  (en anglais : Piako River) est un système de cours d’eau de basses terres, qui se drainent dans le  Firth of Thames dans l’Île du Nord de la Nouvelle-Zélande.

## Géographie
Ensemble avec le fleuve Waihou, c’est l’un des deux principaux cours d’eau d’un réseau qui draine la plaine d’Hauraki (en). C’est un ensemble de cours d’eau dominant dans le District de Matamata-Piako, et sur son parcours, il passe à travers les villes de Morrinsville et de Ngatea .
Le fleuve Piako a un  flux annuel moyen de 17 m3/s  (à “ Paeroa-Tahuna Road »), avec une surface de drainage d’approximativement de 1 440 km2.
Le fleuve court sur une longueur d’environ 100 km, avec un alignement de direction nord-sud et occupe la plus grande partie de la zone centrale et ouest de la plaine d’Hauraki (en) (et plus largement la  vallée de la Thames), s’étendant à partir de la ville d’Hinuera dans le sud avant de se déverser dans la Firth of Thames dans le nord, à 5 kilomètres à l’ouest de la ville de  Thames.
Le fleuve Piako a deux bras majeurs : le principal draine la partie nord de la chaîne de « Te Miro-Tahuroa hills", et la  chaîne de "Pakaroa Range". Les affluents dominants sur les pentes est de ces collines sont les ruisseaux « Piakonui » et « Piakoiti Streams ». Ces cours d'eau , ensemble avec le plus petit « Toenepi Stream », convergent juste au sud de la localité de "Kereone" pour devenir le fleuve Piako. Les pentes ouest sont drainées par la rivière   Waitakaruru Stream, qui rejoint le fleuve Piako au niveau de la ville de Morrinsville. Comme le fleuve Piako progresse vers le nord, il est alimenté  par de nombreux petits cours d'eau drainant les pentes est de la chaîne des « Hangawera Hills ».
La seconde branche est la rivière Waitoa, qui débute près de « Piarere ». Le bassin versant de la rivière Waitoa draine « Hinuera Flats » et le bord sud de la plaine d’Hauraki, avant de converger avec le fleuve Piako dans un large marécage connu sous le nom de Kopuatai Peat Dome (en), au nord-est de la localité de Tahuna. La partie supérieure de la rivière « Upper Piako » draine aussi les abords est de la chaîne de Hapuakohe (en) à travers des petits affluents.
Le réseau de la rivière est aussi grandement modifié par les nombreuses fermes laitières et l’industrie, qui y est associée. Cela dit, le « Toenepi Stream »- un petit sous-bassin versant de la rivière Piako, a été extensivement utilisé pour les recherches sur l’impact de l’élevage intensif pour la production de lait du point de vue de la qualité de l’eau et le développement de l’amélioration des pratiques agricoles.

## Projet de maitrise du fleuve Piako
Depuis les années 1930, des mesures considérables de protection contre les inondations ont été entreprises sur le cours du fleuve Piako et les bassins de drainage, qui l’entourent, spécialement au nord de ‘Paeroa-Tahuna Road’ et au niveau de Kopuatai Peat Dome (en). Le projet comprend des travaux de gestion du fleuve, le déroutement de lit du fleuve et l’élargissement du chenal, avec un système de pièces d’eau, des digues et des portes anti-inondation mais aussi des  pompes. Néanmoins, la rivière a débordé à nouveau en 2017.
Le schéma de travail comporte les éléments suivant:
- Élargissement et nettoyage du lit principal de la rivière et des chenaux des affluents,
- 170 km de digues,
- 59 portes anti-inondation
- 32 stations de pompage

Le projet fournit le niveau de service suivant :
- 100 années de  protection contre les inondations par la marée avec 0,5 m de franc bord
- 50 années de protection contre les inondations provenant du fleuve Piako avec 0,3 m de franc bord

## Pont du fleuve à Ngatea
Le pont original sur le fleuve Piako fut construit à Ngatea et ouvert en  1917 . Dans les premiers temps, tous les transports ou accès vers et de la terre étaient faits soit par voie de mer, rivière ou canal, mais avec le développement  des premières routes, il devint essentiel qu’un pont soit construit au-dessus du fleuve Piako pour qu’elle devienne la route principale pour relier Auckland et Tauranga. Des travaux considérables ont été entrepris pour renforcer les berges de la rivière, car en hiver, c’est la cause directe des inondations de la basse plaine  d’Hauraki (en).